# Campionato asiatico e oceaniano maschile di pallavolo 1995
L'VIII campionato asiatico e oceaniano maschile di pallavolo si è svolto dall'11 al 23 settembre 1995 a Seul, in Corea del Sud. Al torneo hanno partecipato 14 squadre nazionali asiatiche ed oceaniane e la vittoria finale è andata per la quinta volta al Giappone.

## Classifica finale
| Classifica | Squadre       | Qualificazione       |
| ---------- | ------------- | -------------------- |
|            | Giappone      |                      |
|            | Cina          | Coppa del Mondo 1995 |
|            | Corea del Sud | Coppa del Mondo 1995 |
| 4          | Iran          |                      |
| 5          | Australia     |                      |
| 6          | Taipei cinese |                      |
| 7          | Thailandia    |                      |
| 8          | Pakistan      |                      |
| 9          | Sri Lanka     |                      |
| 10         | Qatar         |                      |
| 11         | Filippine     |                      |
| 12         | Nuova Zelanda |                      |
| 13         | Kuwait        |                      |
| 14         | Kazakistan    |                      |